# ホシバナモグラ
ホシバナモグラ(星花土竜、学名Condylura cristata)は、哺乳綱真無盲腸目モグラ科に属するモグラの一種。耳と目は退化していて、アイマー器官が非常に発達している。

## 分布

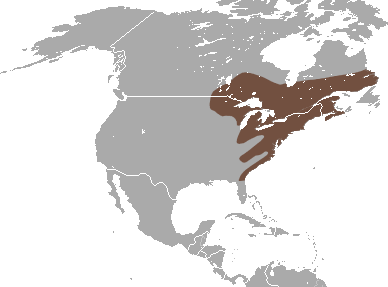
生息地

カナダ南東部からアメリカ合衆国東部に分布。

## 形態
体重70グラム前後、体長12-13cm,尾長6-8cm、湿地帯に住まい、餌は水中でとる半水生のモグラである。鼻の先に11対の触手があり、そこにたくさんのアイマー器官がある。これが水中や地中で獲物を探すのに役立つ。体色は焦げ茶。

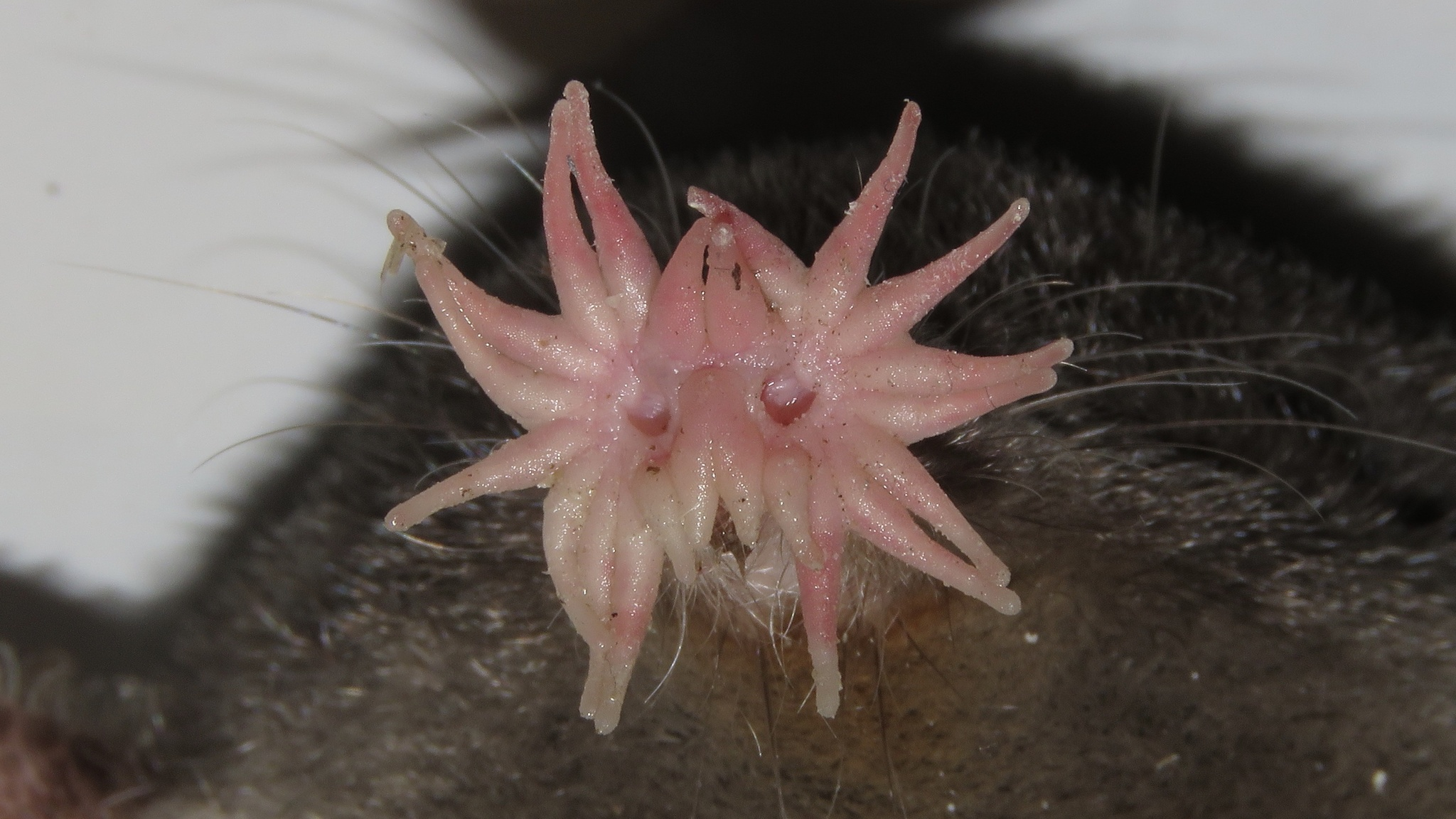
ホシバナモグラの鼻先のアイマー器官

桃色をした、鼻先の肉質の部分が星の形をしている。　　

## 生態
地中生活に完全には適しておらず、半水生である。
食物は主に節足動物(昆虫や甲殻類など)やミミズ、貝。
泳ぎが上手である。また、一般的に一つの個体で生活するが、集まって小さいコロニーを形成して、生活する事もある。